# Козлово (Забайкальский край)
Козлово — село в Калганском районе Забайкальского края России. Административный центр и единственный населённый пункт сельского поселения «Козловское».

## География
Село находится в центральной части района, на правом берегу реки Талы (бассейн реки Аргунь), на расстоянии примерно 29 километров (по прямой) к северу от села Калга. Абсолютная высота — 680 метров над уровнем моря.
Климат
Климат характеризуется как резко континентальный. Средняя температура самого холодного месяца (января) составляет −26 — −28°С, температура самого тёплого (июля) — 18 — 20°С. Среднегодовое количество атмосферных осадков составляет 350—500 мм.
Часовой пояс
Село Козлово находится в часовой зоне МСК+6. Смещение применяемого времени относительно UTC составляет +9:00.

## История
Основано в конце XIX века. В 30-е годы XX века действовала промысловая артель «Ломовик».

## Население
| 2002 | 2010 | 2012 | 2013 | 2014 | 2015 | 2016 |
| ---- | ---- | ---- | ---- | ---- | ---- | ---- |
| 218  | ↘175 | ↘169 | ↘163 | ↗166 | ↘165 | ↗168 |
| 2017 | 2018 | 2019 | 2020 | 2021 |      |      |
| ↘161 | ↘160 | →160 | →160 | ↘136 |      |      |

Половой состав
По данным Всероссийской переписи населения 2010 года в гендерной структуре населения мужчины составляли 52 %, женщины — соответственно 48 %.
Национальный состав
Согласно результатам переписи 2002 года, в национальной структуре населения русские составляли 99 % из 218 чел.

## Инфраструктура
В селе функционируют основная общеобразовательная школа, детский сад, фельдшерско-акушерский пункт, ветеринарный пункт и хлебопекарня.

## Улицы
Уличная сеть села состоит из четырёх улиц и одного переулка.